# Amphipseustis disputanda
Amphipseustis disputanda är en fjärilsart som beskrevs av Edward Meyrick 1921. Amphipseustis disputanda ingår i släktet Amphipseustis och familjen praktmalar, Oecophoridae. Inga underarter finns listade i Catalogue of Life.